# Henri Marquet
Henri Marquet (* 19. Juni 1908 in Paris, † unbekannt) war ein französischer Regieassistent und Drehbuchautor, der vor allem durch seine Zusammenarbeit bei den großen Erfolgen von Jacques Tati bekannt wurde und einmal für den Oscar für das beste Originaldrehbuch nominiert war.

## Leben
Seine Zusammenarbeit mit Jacques Tati begann Marquet 1947 bei dem Kurzfilm Schule der Briefträger (L’École des facteurs) als Regieassistent. 1949 schrieb er das Drehbuch zu Tatis Durchbruch Tatis Schützenfest (Jour de fête), in dem Tati Regie führte und neben Guy Decomble und Paul Frankeur die Hauptrolle spielte.
Seinen größten Erfolg hatte er mit dem Drehbuch für Die Ferien des Monsieur Hulot (Les Vacances de Monsieur Hulot, 1953), wiederum von und mit Tati sowie Nathalie Pascaud und Michele Rolla in weiteren Rollen. Hierfür wurde er gemeinsam mit Tati bei der Oscarverleihung 1956 für den Oscar für das beste Originaldrehbuch nominiert.
Bei seinen beiden letzten Zusammenarbeiten mit Tati war Marquet wiederum Regieassistent: Zum einen bei Mein Onkel (Mon oncle, 1958), in dem neben Tati unter anderem Adrienne Servantie und Jean-Pierre Zola mitwirkten, zum anderen Tatis herrliche Zeiten (Playtime, 1967) von und mit Jacques Tati und Barbara Dennek und Rita Maiden in weiteren Rollen.

## Einzelnachweis
1. ↑  Henri Marquet in Les gens du cinéma